# 豊稔池ダム

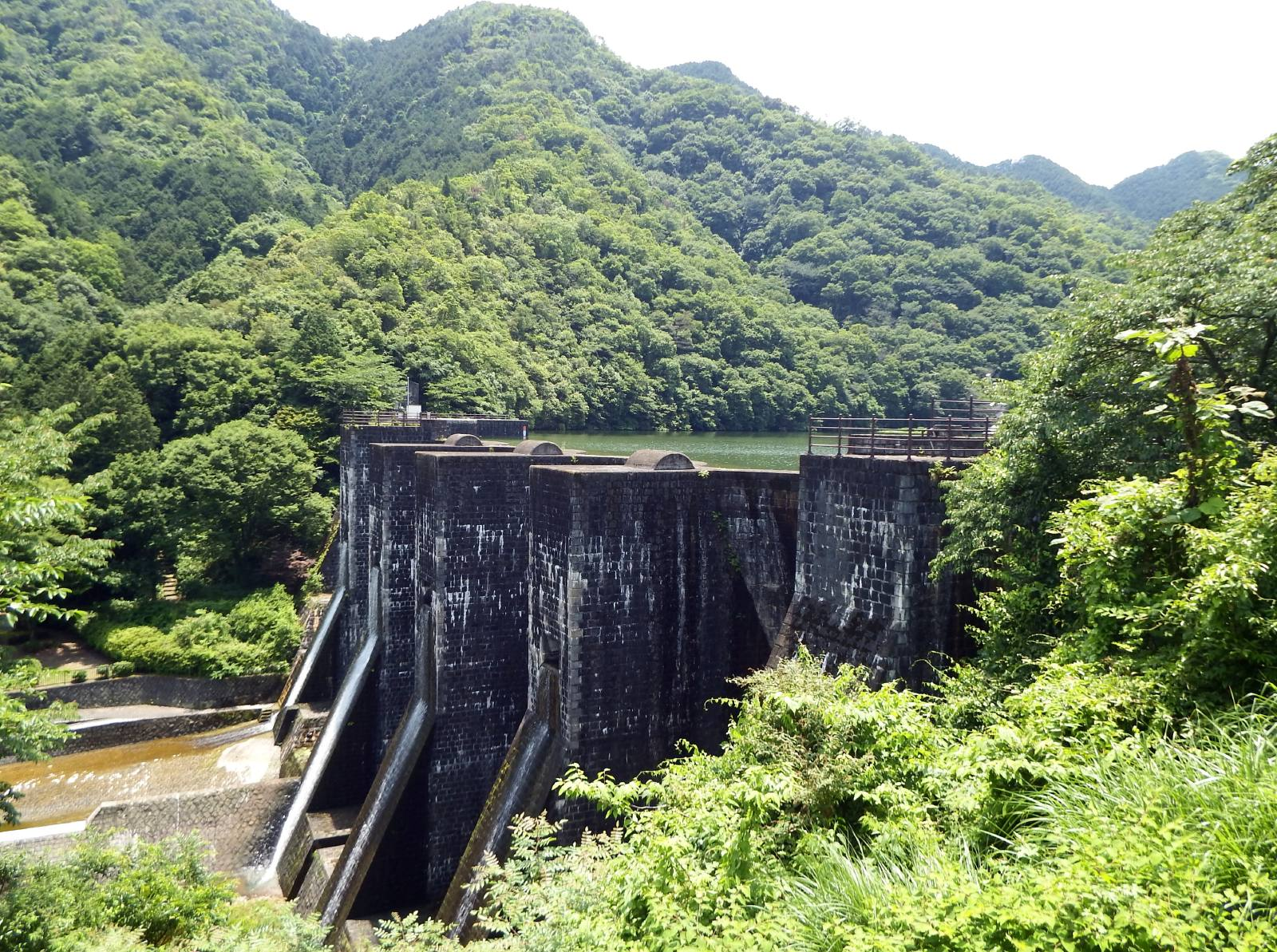
豊稔池ダム

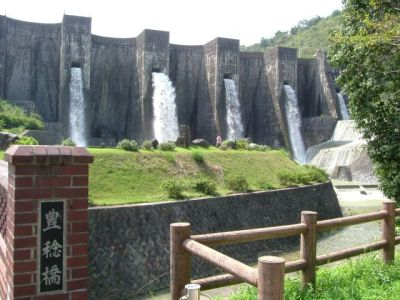
豊稔池ダムと豊稔橋

豊稔池ダム（ほうねんいけダム）は、香川県観音寺市大野原町にある、現存する日本最古の石積式マルチプルアーチダム。

## 概要
讃岐山脈から流れ出る柞田川を上流で堰き止め、柞田川の左岸に広がる水田を潤している本ダムは、度重なる大旱魃への対策として1926年（大正15年）に着工され、1930年（昭和5年）に完成した。このとき、地元住民による組合が部分請負して工事にあたり、延べ15万人による人海戦術により約4年の短期完成を実現するという地元一体となって成し遂げられた公共事業であった。
命名は、香川県出身で大蔵大臣などを歴任した三土忠造による。
マルチプルアーチダムとしては、宮城県仙台市の大倉ダム（二連式）を含め、全国に二つしかなく、当時アメリカ合衆国における最新技術であったマルチプルアーチが適用されるなど、土木史、ダム技術史を語る上においても貴重な建造物である。ダム補修工事により上流部はコンクリート補強されているが、下流部には当時の古い石積みが現存している。 
2006年（平成18年）、国の重要文化財（建造物）に指定されている（指定名称は「豊稔池堰堤」）。

## 歴史
- 1920年（大正9年） - 旱魃
- 1924年（大正13年） - 旱魃、農民一揆
- 1926年（大正15年） - ダム着工
- 1930年（昭和5年） - ダム竣工
- 1988年（昭和63年） - ダム補修工事着工
- 1994年（平成6年） - ダム補修工事完了、「豊稔池遊水公園」として周辺を整備
- 1997年（平成9年） - 国の登録有形文化財（土木構造物）に登録される
- 2004年（平成16年） - 台風被害により周辺道が一部寸断
- 2006年（平成18年）12月 - 国の重要文化財に指定される（指定と同時に登録有形文化財としての登録は抹消）
- 2010年（平成22年） - ため池百選に選定される（農林水産省選定）
- 2018年（平成30年） - 四国八十八景67番に選定される（四国地方整備局ほか選定）

## データ（大正期）

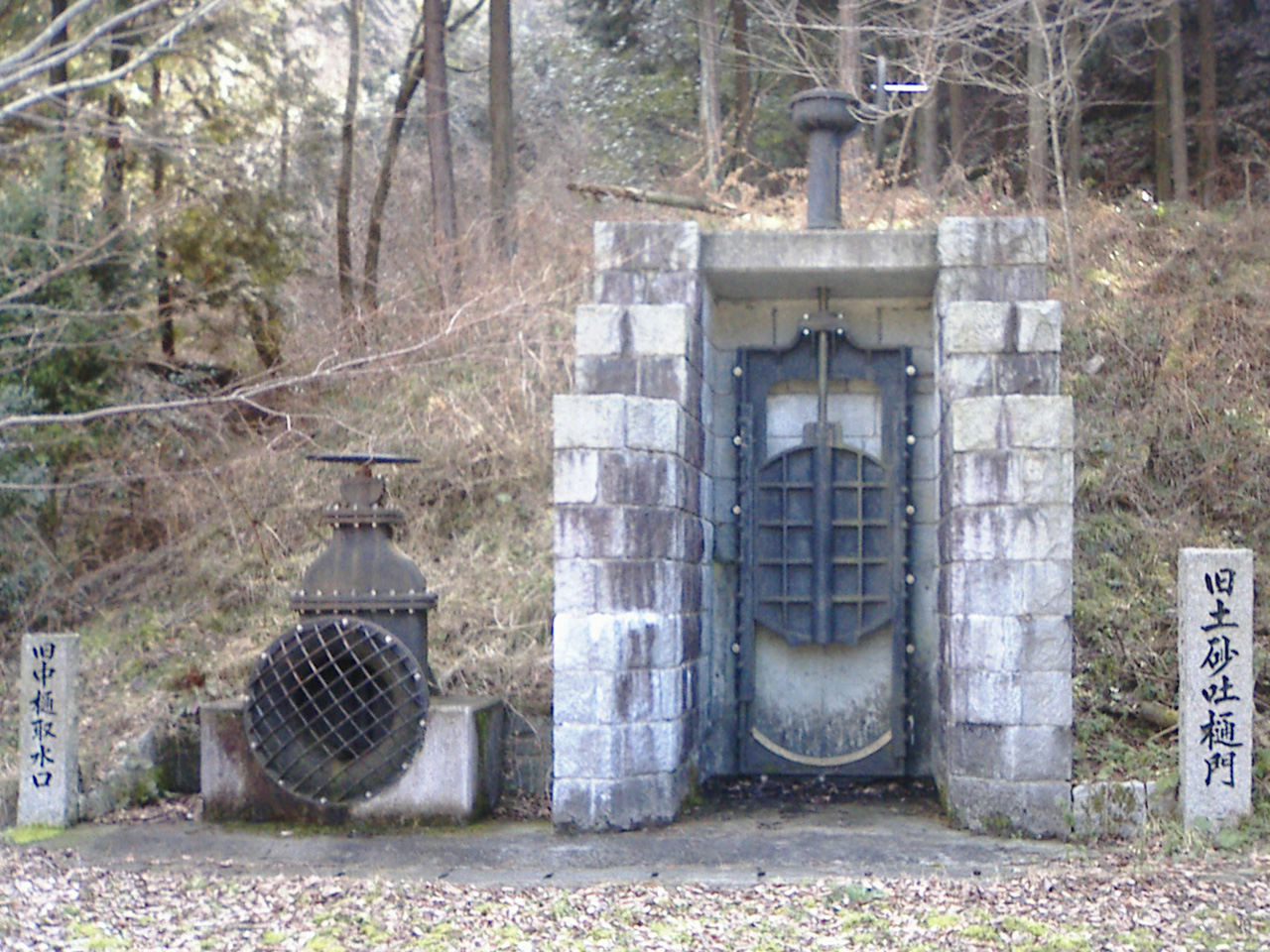
旧土砂吐樋門と旧中樋取水口

- 堤高 - 32.3m
- 堤頂長 - 158.4m
- 堤体積 - 21,000m3
- 総貯水容量 - 1,590,000m3
- 有効貯水容量 - 1,590,000m3
- 流域面積 - 9.9km2
- 湛水面積 - 16ha
- 利用目的 - 灌漑
- 事業主体 - 香川県
- 施工業者 - 豊稔池土地改良区
- 着工年 - 1926年
- 竣工年 - 1930年

## 豊稔池

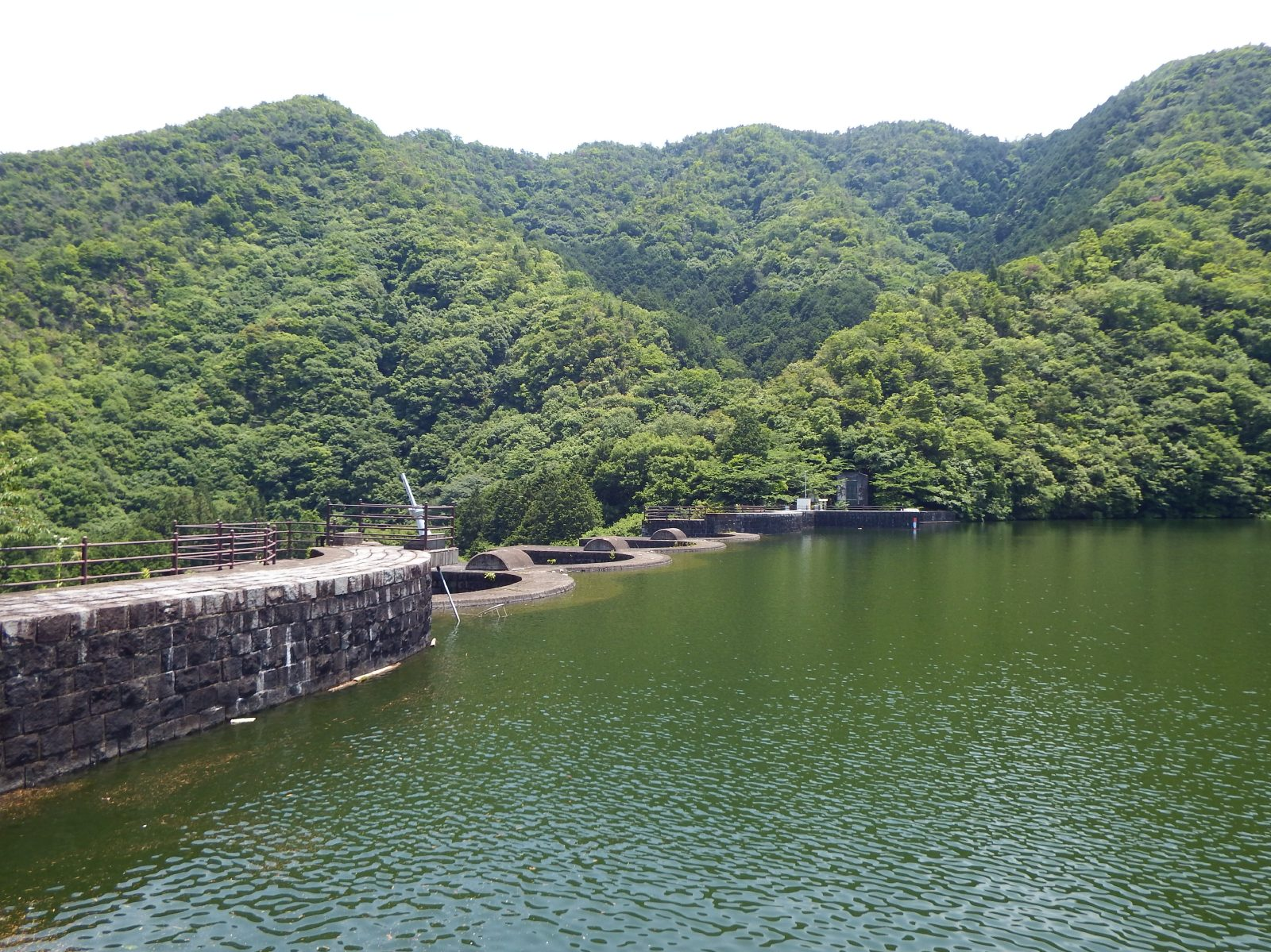
豊稔池

ダムによって形成された人造湖は豊稔池として2010年（平成22年）3月25日に農林水産省により「ため池百選」に選定され、湖畔には「豊稔池遊水公園」が整備されている。
現在も、豊稔池からは約530haの灌漑を行っており、「大野原は月夜に焼ける」と詠われたり、旧大野原町の大野原音頭で「……里をうるおす豊稔池の、石積堤は城のよう、城のよう……」と歌われているように、豊かな大野原平野を潤している水源として親しまれている。
稲作と野菜、「らりるレタス」、果樹等による複合農業を中心とした集約型農業を行い生産性・経済性が高い経営を行っている。
田植えの時期に行われる地上30メートルの堤からの放水や、ユル抜き行事（毎年7月中旬から下旬）の際には、そのヨーロッパの古城を思わせる外観と勢いよく流れ出る放水の絶景を目当てに多くの観光客が訪れる。

## アクセス
- JR四国観音寺駅から車で約20分。
- 高松自動車道大野原ICから車で約15分。
- 周辺道路 - 香川県道・愛媛県道9号大野原川之江線

## 行事・祭事
- 水神宮例祭
- ユル抜き行事（毎年7月中旬から下旬）